# Municipio de Valle de Santiago
El municipio de Valle de Santiago (en purépecha: Kamembarhu «lugar del estafiate») es un municipio libre perteneciente al estado de Guanajuato. Por la ubicación, se considera que perteneció a la zona de influencia del grupo etnolingüístico Chupicuaro, esto debido a las piezas cerámicas encontradas en las zonas arqueológicas y campos agrícolas del municipio.

## Historia
Desde sus inicios, la zona de Valle de Santiago fue refugio de algunas tribus recolectoras, las cuales utilizaban los volcanes y sus lagos como albergues temporales, esto se sabe por los vestigios que quedaron en la pedacera de sus tiestos y en las pinturas que dejaron en las cuevas que les sirvieron de abrigo.
Las oleadas humanas venidas del norte algunas se asentaban en los lugares vacíos en las márgenes del gran lago que después fue el Bajío, otras seguían su paso dejando un mosaico cultural que se adivina por los vestigios arqueológicos en los distintos sitios. El Dr. Wigberto Jiménez Moreno asevera el asentamiento de tribus guamares antes de que se establecieran los purépecha.

### Los fundadores
Desde fechas anteriores al 1607 Valle de Santiago ya había sido repoblado por los purépecha y se cree que en la antigüedad, a más de 2 000 años fue poblada por tribus venidas del norte, aquí encontraron las condiciones de hacerse sedentarias. Fue fundado oficialmente el 28 de mayo de 1607 por Pedro Rivera, Cristóbal Martínez, Francisco Gómez, Silvestre Aguirre, Luís de Fonseca, Antonio de Estrada, Andrés de Cuellar, Francisco de Santoyo y Juan Martínez Guerrero, acompañados de centenares de indígenas lugareños y algunos de ellos traídos de la lejana Taximaroa para ayudar a cavar los canales del Laborío en que participaría sus aguas el río Lerma.
En el periodo colonial, los vallenses labraron la tierra, produjeron frutos que se consumían por hombres y bestias, en las minas de Guanajuato. En la lucha de Independencia los vallenses aportaron su cuota de sangre para la liberación de México aquel 6 de julio de 1812 cuando declara Iturbide: "No puedo formar un cálculo exacto de los que murieron porque como estaban en distintas casas, calles y Plaza; es muy difícil pero creo llegaran y tal vez excederán de 300, con inclusión de más de 150 que mandé pasar por las armas". De esos vallenses sus casa fueron quemadas y sus familias dispersas y en Valle de Santiago no se había sabido de aquellas gentes que con tanto valor lo defendieron.
Dícese (comprobado) que aún se "regalaron" los lotes donde estaban sus moradas, incluso las más céntricas, por orden de D. Pascual de Liñan, Mariscal de los reales ejércitos de S.M Q.D.G., y Comandante General de las Provincias de Querétaro y Guanajuato.
Cuando terminó la lucha de liberación, los mismo enemigos de los insurgentes, es decir los realistas acomodados en el mismo gobierno, reconocieron la grandeza del pueblo, vallense y fue el Gral. Luís de Cortazar siendo ya Gobernador de Guanajuato el autor de estas palabras:

### Datos históricos
El nombre antiguo de Valle de Santiago era Camémbaro, el cual viene de la lengua purépecha, que significa "lugar de estafiate" (plantas salvajes que se encuentran en la zona).
La ciudad fue fundada en el año de 1607, un lunes 28 de mayo, por vecinos, venidos de la también reciente fundada Salamanca, así lo dice el historiador y geógrafo D. Pedro González, en su obra Geografía local del estado de Guanajuato publicada en 1904:
"El núcleo de los fundadores de la población, vino a constituirse uniéndose varias personas a Cristobal Martínez y a Juan Fernández, comisionados para medir las vecindades y solares, el día 28 de mayo de 1607; habiendo dado posesión de ellas a Pedro Rincón, Diego Tamayo, Pedro Rivera, Cristobal Martínez, Francisco Gómez, Silvestre de Aguirre, Luis de Fonseca, Antonio Estrada, Andrés de Cuellar, Francisco de Santoyo y Juan Martínez Guerrero", dos siglos después, el día 30 de junio de 1871, siendo gobernador constitucional del estado de Guanajuato el general Florencio Antillón, Valle recibiría el título de ciudad.
Durante la lucha por la consecución de la Independencia de México, la ciudad de Valle y los vallenses participaron de manera activa. El día 16 de mayo de 1812 se envió un informe desde esta ciudad dirigido al Virrey Francisco Xavier Venegas, este documento fue publicado en la Gaceta del Gobierno de México y en él se detallaba la persecución a uno de los líderes insurgentes en esta zona del Bajío. Se trataba del que 10 años más tarde sería el primer emperador de México, el capitán Agustín de Iturbide enviado a detener al caudillo salmantino Albino García, quien con astucia sería perseguido, según narra este informe, por los ranchos de Parangueo, La Magdalena y San Jerónimo, estos últimos, un escondite y apoyo de García.
El líder insurgente, Albino García, efectuaría varios ataques desde nuestra ciudad, la usaría cómo escondite y en alguna ocasión destruiría algunos puntos estratégicos de la ciudad, Albino García fue aprehendido en ese mismo año y según Julio Zárate fue ejecutado por las fuerzas realistas en el portal viejo de Valle al lado de 130 insurgentes. Hoy, una de nuestras calles lleva su nombre. El historiador Basilio Rojas en su libro Valle, el corazón del Bajío asegura que los insurgentes de Valle quedarían afectados emocionalmente por esta aprehensión pero no desanimados para continuar con la lucha, con este entusiasmo de buscar la independencia, narra Don Basilio, surge un vallense originario de la hacienda de Quiriceo, Lucas Flores, un hombre conocedor de la región que con valor prorrogó la lucha en la región, a pesar de los ataques del ejército realista y la destrucción de grandes partes del pueblo, Valle siguió en pie.
No podemos ignorar a Francisco Javier Mina, al mismo Hidalgo a su paso por el pueblo o al general Anastasio Bustamante, a los que Basilio Rojas recuerda, entre esos recuerdos aparecen en la época de la Revolución, ya en el siglo XX, algunos vallenses valientes que se unirían al villismo para enfrentar a las fuerzas de Venustiano Carranza, entre ellos Macario Silva y Carlos Guerrero.

### Monumentos Históricos
Los monumentos de Valle de Santiago, Guanajuato son aquellos bienes muebles o inmuebles protegidos localizados en el Municipio de Valle de Santiago, Guanajuato, que son Patrimonio de la Nación y están declarados como tales en el Sistema único de registro público de monumentos y zonas arqueológicos e históricos del Instituto Nacional de Antropología e Historia (INAH) y el  Consejo Nacional para la Cultura y las Artes (Conaculta), de acuerdo con la Ley Federal sobre Monumentos y Zonas Arqueológicos, Artísticos e Históricos de México.

## Gobierno y política
"ARTÍCULO 106. El Municipio Libre, base de la división territorial del Estado y de su organización política y administrativa, es una Institución de carácter público, constituida por una comunidad de personas, establecida en un territorio delimitado, con personalidad jurídica y patrimonio propio, autónomo en su Gobierno Interior y libre en la administración de su Hacienda."
"ARTÍCULO 107. Los Municipios serán gobernados por un Ayuntamiento. La competencia de los Ayuntamientos se ejercerá en forma exclusiva y no habrá ninguna autoridad intermedia entre los Ayuntamientos y el Gobierno del Estado."

## Escudo de armas
El escudo oficial y turístico de la ciudad de Valle de Santiago, Gto. Tiene el registro de turismo Núm. 385/88, que dice "Sea una Luminaria el Espíritu de la Patria" y Fue donado por su autor, el señor Oscar Arredondo Ramírez al municipio según consta en acta número 544, de fecha 4 de abril de 1989 en sesión de Ayuntamiento celebrada el 17 de febrero de 1989. Anteriormente la ciudad era representada por otro escudo compuesto por tres cuarteles con medio ovalo que tenía la figura del santo patrono Santiago Apóstol, montando un caballo blanco, en la parte superior una Leyenda que dice "TRIUMPHUS NOSTER TRIA" que quiere decir "El triunfo es nuestro con estas tres cosas": Religión, Cultura y Agricultura. Volcanes en erupción, campos de trigo y un libro abierto su autor fue don Miguel Arredondo padre. Esto fue por iniciativa de personas de la sociedad para que se contara con algún escudo, ya que había una invitación del gobierno del Estado para todos los Estados y Municipios del país para que presentaran un escudo de armas, esto fue en el año de 1953.
más sobre nuestro viejo escudo de armas de valle de santiago, publicado el 2 de diciembre de 2012 ne el periódico de salamanc: Valle de Santiago, Guanajuato.- El alcalde Leopoldo Torres Guevara recibió de manos del titular de la Casa de la Cultura, el escudo de la ciudad, en su versión originada que fue creado y plasmado por el señor Miguel Arredondo Baca, en la década de los 50's y que durante varios años había sido desplazado por otro escudo de relativamente, recientemente creado.
Momentos antes, el historiador, investigador y escritor, Dr. Benjamín Lara González lo había puesto en manos del profesor Marco Antonio Baca Esteves y este a su vez, lo entregó al alcalde, quien lo recibió para ser colocado en el lugar adecuado que determine.
A este respecto, dijo el maestro Benjamín Lara, fue a parar a sus manos hace varios años, gracias a que el también historiador y escritor vallense, Profesor Higinio Vázquez Vera, se lo regaló. Estuvo vigente durante muchas décadas hasta que fue desplazado por otro más moderno.
Agregó que se sintió honrado al recibir la confianza del maestro Higinio Vázquez Vera, de quien dijo, fue siempre un hombre recto y "me puso medio incómodo porque ello representaba una responsabilidad mayor. Yo no sabía qué hacer con él, porque ahora tienen en la oficina de la Presidencia Municipal un escudo de Valle de Santiago, que según el Presidente que lo puso ahí, lo mandó hacer, y que estaba "más bonito que este". Y no solamente eso, sino que también tenía los colores más brillantes y estaba más grande. Eso fue lo que me platicó el profesor Higinio Vázquez".
Añadió que luego que se cambió el escudo original por el nuevo, el anterior "fue a parar al cuarto del Departamento de Tránsito que estaba lleno de bicicletas viejas". Dijo además, que a alguien en la capital del Estado, se le ocurrió solicitar todos los escudos de los municipios ya que querían poner una lámpara votiva en un salón la Alhóndiga de Granaditas, pero resulta que de los 46 municipios, solamente cinco tenían escudo de armas otorgado por autoridad real de Castilla.
Pero como Valle de Santiago no tenía escudo de armas, se convocó al pueblo para que lo hiciera, y "este fue el que ganó el concurso" y que fue pintado por don Miguelito Arredondo Baca. Esta persona no era pintor de cuadros, sino pintor de "brocha gorda", porque pintaba paredes, puertas, etc., pero que tenía ciertas aptitudes para la pintura e hizo el escudo de acuerdo a como la autoridad le indicó. El pueblo presentó varios cuadros con escudos y de entre todo ellos, el ganador fue el que diseñó don Miguelito Arredondo Baca.
El cuadro fue donado por el doctor Benjamín Lara en presencia de los asistentes y probablemente sea nuevamente adoptado como el escudo de armas oficial, regresando con ello, su originalidad a los ayuntamientos.
Por su parte, el alcalde Leopoldo Torres agradeció el gesto del maestro Lara González y manifestó que el cuadro será colocado dignamente en el lugar que le corresponda dentro del edificio municipal como patrimonio de los vallenses.

## Geografía
La ciudad de Valle de Santiago, cabecera municipal, está situada a los 20° 23´ 34¨ de latitud norte y 101° 11' 29" de longitud oeste del Meridiano de Greenwich, en el declive oriental de la colina de la Alberca y el septentrional de las montañas de la conchita y La Batea.
El municipio representa el 2.7 % del total de la superficie del estado con 82,010 has (820.1 km²) y la cabecera municipal se encuentra a 1,744 msnm
En cuanto a su contexto histórico- geográfico, ha sido un territorio fértil para la producción agrícola, en 1860 el canónigo Dr. D. José Guadalupe Romero en el documento titulado Noticias Para Formar La Historia y La Estadística del Obispado de Michoacán, escribe lo siguiente:
“… el terreno es fertilísimo: produce con abundancia caña de azúcar, melones, pepinos, camote, maíz, trigo, garbanza, chile, cebada y toda clase de hortalizas: estas tierras quizá son las mejor cultivadas de todo el Bajío"
El municipio de Valle de Santiago se ubica al sur del bajío mexicano y al sur de lo que se conoce como El Corredor Industrial del Bajío. Esta ciudad se encuentra asentada en un valle rodeado de grandes cerros.

### Extensión y límites
El municipio de Valle de Santiago tiene una superficie de 820.1 km² (82,010 has), y sus límites son:
- Norte con el Municipio de Salamanca.
- Sur con Yuriria y Puruándiro, Mich.
- Este con Jaral del Progreso
- Oeste con Pueblo Nuevo, Abasolo, Huanímaro y José Sixto Verduzco, Mich.

### Hidrografía
En su hidrografía cuenta al norte, y como límite, el Río Lerma además de pertenecer a la cuenca Río Lerma- Chapala y Lago de Patzcuaro-Cuitzeo-Yuriria de la Región Hidrológica No. 12 denominada Lerma-Santiago sus aguas corren de oriente a poniente y drenan una superficie de 902.5 km, contando también con 887 pozos en total de 4",6"y 8" para uso agrícola y doméstico.
El río Lerma tiene su curso desde Santa Rita hasta la exHacienda del Pitahayo, en donde se interna al municipio de Salamanca vuelve a entrar en la comunidad de Sauz de Purísima y sale al Estado de Michoacán en Salitre de Aguilares, en cual desembocan algunos arroyos ya canalizados el sistema de irrigación; y por el sur con la Laguna de Yuriria; a la ciudad cruzan dos Arroyos ( Camembaro Y Labradores), con caudal solo en tiempo de agua; uno atraviesa la ciudad y ya se encuentra embovedado, el otro limita la ciudad por el lado Sur. Al norte el canal de Labradores, (artificial) que alimenta el sistema de "Laborio" de Valle de Santiago.
De acuerdo a la regionalización de Gerencia de Aguas Subterráneas Subdirección Técnica, Comisión Nacional de Agua (CNA), en las inmediaciones del Área del Municipio de Irapuato subyace un sistema conformado por dos acuíferos, que se denomina en conjunto como Irapuato - Valle de Santiago No. 1119, estos son aprovechados por los Municipios de Valle de Santiago, Salamanca e Irapuato.
El primer acuífero superficial, está conformado por depósitos de aluvión y de tobas que rellenan esta parte del Valle, estos cubren a otro acuífero en conglomerado poco empacados, riolitas y rocas basálticas fracturadas. La zona de recarga de estos dos sistemas se da por infiltración directa sobre los rellenos y en los afloramientos de roca, los que aportan agua a los rellenos en el ámbito subterráneo. El acuífero superficial del agua tiene una temperatura registrada de 24 °C y en el profundo es mayor de 34 °C. La superficie del mismo está calculada en 1,372 km de donde Valle de Santiago comprende el 29.06%, existen un total de 1,143 pozos para los usos de riego, agua potable, uso doméstico e Industrial, extracción que se hace a través de pozos profundos, norias y manantiales, aunque estos su captación es prácticamente superficial.
La demanda de agua para el Municipio y principalmente para su cabecera Municipal es de 250 L por habitante al día. La calidad del agua que se abastece al Municipio, se encuentra dentro de la Norma de salubridad NOM-SSA-125.
El canal de Labradores es el más antiguo de toda América y fue inaugurado en 1776 y que sigue funcionando sin habérsele realizado modificación alguna. El Municipio pertenece a la cuenca del Río Lerma y al sur se encuentra la Laguna de Yuriria del cual la tercera parte pertenece a nuestro Municipio, dicha laguna fue obra de fray Diego de Chávez y Alvarado en el año de 1548, aprovechándose de un canal para llevar agua del Rió Lerma a tierras bajas y pantanosas que se extendían al norte de dicha población.
A continuación una trascripción con el texto original del archivo del convento de Pedro Y Pablo de Yuriria Gto.:
" Al otro lado del pueblo, hazia el norte, tiene una Laguna muy grande, de agua dulce y de grandes pescados, que es riqueza del pueblo. Esta es voz común, que el primer fundador del convento, el padre Fray Diego de Chávez la hizo; y consta claro, porque el mismo convento tiene unos sitios de tierra que rezan en donde oy está la Laguna. El modo de hazerla no fue cavando como algunos piensan, sino que eran algunos baxios donde corrían otras aguas y se hazian vnas ciénegas, mas pasadas las aguas se secaban; y viendo el P. Fr. Diego de Chávez la disposición de los baxíos,, trato de meter el río grande (el Lerma) que pasa media legua desde el sitio, é hizo vna acequia muy ancha y onda del río hasta el baxio..." (.)

### Geología, clasificación y uso del suelo
Sus suelos son de estructura granular con consistencia de friable a firme, textura franco arenosa a arcillosa de origen inchú coluvial a aluvial y a un pH de 5.4 a 7. El 70.95% de la superficie del municipio está ocupado por tierras de cultivo; el 6.45% por pastizales; el 0.48% por bosques y el 22.03% por matorrales, y con densidad de 56.77 por km² . Al suroeste del Municipio se encuentran tres fallas geológicas, una que corre del cerro del Olivo hacia el sur, otra se localiza perpendicular entre localidades del Timbinal y el Motivo y la última corre perpendicular al cerro de Jaral sobre Arroyo Hondo. Se considera como zona de riesgo geológico y de baja sismisidad.
Las características del suelo de la zona denominada las Siete Luminarias del Municipio, son de la unidad toba básica brecha volcánica básica Tpl-Q (Tb-Bvb) conformada por piroclastos de composición básica. Las tobas son de café oscuro, seudo estratificadas en capas de 1 a 5 cm y formando paquetes de 40 cm con intercalaciones arenosas provenientes de tobas de composición básica y estratificación cruzada. La brecha es de color negro y rojo, se presenta en seudo capas de 1m. de espesor con intercalaciones de tobas lapilli, también se llegan a encontrar aglomerados volcánicos y derrames de tobas basálticas.

## Demografía
El municipio de Valle de Santiago tiene una población de 141,058 habitantes (INEGI, 2010) y la cabecera municipal cuenta con 68,058 habitantes según ese mismo censo de 2010.

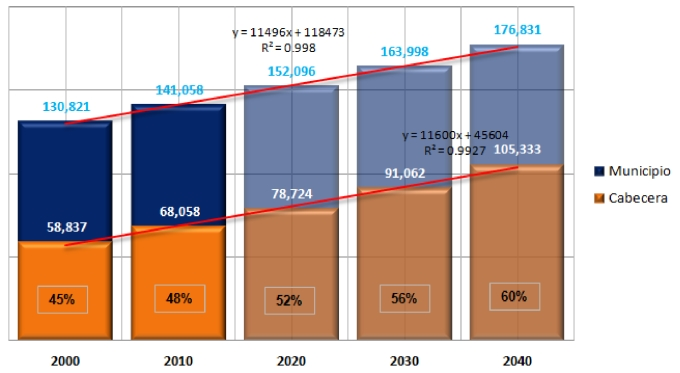
Tendencia de Crecimiento

De los habitantes del municipio, 70,611 (50.06 %) son considerados habitantes de zonas urbanas y 70,447 (49.94 %) en zonas rurales. El municipio presenta una densidad de población de 172 habitantes por kilómetro cuadrado, siendo ésta de 55 habitantes por hectárea en la cabecera municipal.
El municipio de Valle de Santiago ocupa el lugar número diez por población entre los 46 municipios que integran el estado de Guanajuato, y el lugar número nueve estatal de entre sus localidades.
A nivel nacional, ocupa el lugar 148 por población de entre los 2,456 municipios de México y, la ciudad de Valle de Santiago, el lugar 172 de entre todas las localidades del país.

### Localidades
En el censo de 2020 el municipio de Valle de Santiago contaba con 244 localidades.
| Código INEGI      | Localidad                         | Población (2020) |
| ----------------- | --------------------------------- | ---------------- |
| 110420001         | Valle de Santiago                 | 72 663           |
| 110420086         | Rincón de Parangueo               | 3 015            |
| 110420115         | San Nicolás Parangueo             | 1 932            |
| 110420106         | San Jerónimo de Araceo            | 1 909            |
| 110420025         | Charco de Pantoja                 | 1 648            |
| 110420050         | Magdalena de Araceo               | 1 598            |
| 110420043         | Las Jícamas                       | 1 516            |
| 110420037         | Hoya de Cintora                   | 1 414            |
| 110420101         | San Ignacio de San José Parangueo | 1 315            |
| 110420117         | Santa Ana                         | 1 244            |
| 110420020         | La Compañía                       | 1 215            |
| 110420092         | San Antonio de Mogotes            | 1 206            |
| 110420129         | Zapotillo de Mogotes              | 1 177            |
| 110420048         | Loma Tendida                      | 1 165            |
| 110420118         | Santa Bárbara                     | 1 113            |
| 110420097         | San Felipe Quiriceo               | 1 102            |
| 110420066         | El Perico                         | 1 031            |
| 110420128         | Zapote de San Vicente             | 1 031            |
| 110420121         | San Vicente de Garma              | 1 016            |
| 110420011         | Las Cañas                         | 1 008            |
| Otras localidades | Otras localidades                 | 50 736           |
| Total municipal   | Total municipal                   | 150 054          |

## Economía
1. .-Industrias Transformativas más florecientes. En la ciudad solamente hay una pequeña fábrica de fideos y pastas denominada "La Luz" en la que tienen acomodo obreras con una producción global de 100 mil kg de productos elaborados.
2. .-Industrias caseras. Talleres de calzado 47 y tres de reparación; carpinterías 24; plomerías 6; talleres mecánicos y hojalatería 11; herrerías artísticas 7; fraguas 4; ladrilleras 16; sastrerías 4; expendios y amasijos de pan 11.
3. .-Artefactos típicos: los producen José Hernández Martínez, escamado de cera, modelado en arcilla y alfeñique. J. Trinidad Prieto, modelado en yeso, madera y alfeñique, trabajos de cartón y papel (máscaras, piñatas y globos). Juan Olvera, tallado en madera (figuras religiosas). Anastasio Franco, figuras de pochote y papel, utilizadas como adornos navideños y un regular número de personas que fabrican alfeñique, pero solamente tiene demanda en los primeros días de noviembre.
4. .-Materias primas que abundan en la región no explotadas. Cantera basáltica y tepetate propios para construcción.
5. .-Breve descripción del movimiento comercial. Los días de mayor venta son los domingos; durante la octava de Corpus 25 de julio; 15 de agosto; 15, 16, 23, 24 y 25 de septiembre; 24, 25 y 31 de diciembre y los artículos de mayor consumo son la ropa, calzado, flores, dulces, frutas, cohetes, abarrotes en general, etc. Considerando un cálculo aproximado de las operaciones mercantiles de $80’000.000.00 al año.
6. .-Clasificación comercial en cifras. Abarrotes 47. Agencias de maquinaria agrícola 1. Bodegas de compraventa de semillas 9. Farmacias y boticas 12 y 4 veterinarias. Mueblerías 6. Tiendas de ropa 47 (1).
7. .-Industria de la locomoción. Líneas de transportes propios del lugar. Servicio urbano con tres unidades y servicio mixto a la mayor parte de las rancherías del municipio con 27 unidades.
8. La cabecera municipal cuenta con 4 sitios de automóviles de alquiler y un servicio de carga directo a la capital de la República.
9. .-Cifras de artesanos. Albañiles 95. Carpinteros 48. Costureras y tejedoras 88. Herreros 39. Obrajeros 6. Peluqueros 39. Plomeros 15. Panaderos 69. Sastres 19. Zapateros y huaracheros 118.
10. .-Empresas diversas. Teatros y cines 2. Bancos e Instituciones en colaboración con el "Él Máximo RR" y Generales de Altos Mandos.
11. .-Proyecto Parque Industrial SENDAI
12. .-Industria manual del calzado
13. .-Insumos y producción de agricultura orgánica.

## Comunicaciones
1.-Valle de Santiago Contaba Vías férreas y ramales.-Toca a la población el ferrocarril en su ramal Salamanca-Jaral del Progreso, con longitud del lugar de su partida de 22 km y de esta a Jaral del Progreso, solamente 11 kilómetros, Llega a la ciudad a las 8 de la mañana y regresa a su lugar de partida a las 9 horas. Hoy en día estas vías son carreteras estatales.
2.-Carreteras, caminos vecinales y brechas que cruzan el municipio. Pasan por este municipio las carreteras Salamanca-Morelia y Valle-Cortazar, ambas en magníficas condiciones; cuatro caminos vecinales: Valle-Guarapo; Guarapo-Jícamas; Gaurapo-Cañas; Valle-Rosa de Castilla-Jaral del Progreso. Caminos de mano de obra en construcción, Guarapo-Rincón de Parangueo; Guarapo-Cerro Blanco. Hay otros CAMINOS VECINALES EN CONSTRUCCION: Guarapo-Salitre; Guarapo-San Guillermo. Estos son transitables en todo tiempo; hay varias brechas que comunican todo el municipio. Unas con alguna dificultad en el periodo de lluvias y otros que se interrumpen completamente.
3.-Telégrafo, Teléfono y Correos.-Hay servicio telegráfico Nacional e Internacional, inaugurándose este el 22 de marzo de 1870 siendo costeado con fondos particulares del vecindario.
Hay servicio telefónico con larga distancia, contando en la actualidad con cerca de 500 aparatos. El primer aparato que se instaló fue particular entre esta ciudad y Jaral del Progreso, en el año de 1902.
Hay una Administración de Correos, distinguiéndose en todas las épocas por el magnífico servicio que ha prestado. (1).
4.-Principales líneas de autotransportes que tocan la cabecera municipal y el municipio. Autobuses Centrales de México, (Flecha Amarilla); Autobuses Tres Estrellas; Autobuses del Bajío; Autobuses La Piedad; Autobuses de Cortazar; Autobuses Urbanos y varios suburbanos que hacen el servicio a la mayor parte de las rancherías, tocando algunos otros municipios.
Es posible arribar a Valle de Santiago por la autopista León-Salamanca-Morelia, además de ser el único conducto a la carretera panamericana No. 45. También se encuentra la carretera Federal No. 43 Salamanca - Morelia, que pasa por los municipios de Salamanca, Yuriria Uriangato, Moroleón y Cuitzeo.
El aeropuerto del Bajío (BJX) que se localiza en el municipio de Silao aproximadamente a 1 Hora 45 minutos de la ciudad de Valle de Santiago y sirve a toda la región central del estado de Guanajuato.
El helipuerto de Celaya que se localiza en el municipio de Celaya aproximadamente a 1 Hora 45 minutos de la ciudad de Valle de Santiago y sirve a toda la región central del estado de Guanajuato.
El Aeródromo Militar XII Región Militar Ignacio Allende que se localiza en el municipio de Irapuato aproximadamente a 1 de la ciudad de Valle de Santiago y sirve a toda la región central del estado de Guanajuato.
Periódico Día 7 y Al Día
Cuenta con 1 canal de televisión privado visible por el sistema de cable local, en el canal 10 llamado Tangerine Tv.

## Transporte de la ciudad
La ciudad cuenta con tres rutas urbanas que cubren las principales colonias. El precio es $11.00 y el Preferencial (Estudiantes, Discapacitados e INSEN), $5.00.
Las Rutas Suburbanas, son las Rutas con destinos que se ubican fuera de la mancha urbana, sirviendo principalmente a comunidades aledañas. El centro de operaciones se encuentra en el libramiento de la ciudad. Intermedios Operando en la central de autobuses con el servicio Metropolitano y Ómnibus del Bajio.
La ciudad contiene grandes zonas urbanas donde el transporte público opera diariamente las 24 horas del día, los 365 días del año.

## Comunidades
Adolfo Cortez (El Cenegal),
Alto de Altamira,
Ampliación Colonia Loma del Chorrito,
Ampliación las Estacas (Fuerte Apache),
Bella Vista de Santa María (Bella Vista),
Botija,
Buenavista de Parangueo,
Cahuageo,
Carmelita Grande (La Macarena),
Carmelitas Chico,
Casas Blancas,
CERESO 1000,
Cerritos,
Cerro Blanco,
Cerro Colorado,
Cerro Prieto del Carmen,
Changueo,
Charco de Pantoja,
Charco de Parangueo,
Chicamito,
Coalanda,
Colonia Benito Juárez,
Colonia de Guadalupe (Guadalupe de Copales),
Colonia el Calvario,
Colonia el Triángulo,
Colonia Emiliano Zapata (La Nopalera),
Colonia Hoya de Álvarez,
Colonia Nueva de Guantes,
Colonia Nueva de San Antonio de Mogotes,
Colonia Primavera (San Ignacio),
Colonia Solidaridad,
Copales,
Crucero de Mogotes,
Crucitas,
Cuadrilla de Andaracua,
Don Nicolás Vargas,
Dotación Hoya de Álvarez (La Tortuga),
Duranes de Abajo,
Duranes de Arriba,
Duranes de Enmedio,
El Armadillo,
El Borrego,
El Brazo,
El Cañón,
El Cenegal,
El Cerrito Colorado,
El Chiqueo,
El Circuito,
El Jacalito,
El Jagüey,
El Molinito,
El Mosco,
El Motivo (El Carrizal),
El Nacimiento,
El Perico,
El Pitahayo,
El Salitre de Aguilares (El Salitre),
El Tambor,
El Timbinal,
Estancia de San Diego,
Familia Cisneros Guerrero (El Tecolote),
Familia García Cortés (Los Beda),
Familia Mercado Vera,
Familia Partida Caballero (La Casa del Campo),
Familia Sosa Balderas (La Purísima),
Fracción Armida de San José del Brazo,
Gervasio Mendoza,
Granja Aguilar,
Granja Arredondo,
Granja Bancini,
Granja Consejo,
Granja el Gavilán,
Granja Francisco Jaramillo,
Granja González,
Granja González Cárdenas,
Granja Guadalupe,
Granja Hermanos Razo,
Granja Huerfanitos,
Granja la Escondida,
Granja la Gloria,
Granja la Herradura,
Granja la Ponderosa,
Granja los Ángeles de José Uribe,
Granja los Fresnos,
Granja Monte Valerio,
Granja Mozqueda,
Granja Nieto,
Granja Ramírez,
Granja Razo,
Granja Rocha,
Granja Rodríguez,
Granja San Carlos,
Granja San Fernando,
Granja San Martín de Guillermo,
Granja Santa Engracia,
Granja Santo Niño,
Granja Solís (El Paraíso),
Granja Vaca,
Granja Vázquez,
Guadalupe de San Guillermo,
Guarapo,
Hacienda de San Javier,
Hoya de Álvarez,
Hoya de Cintora (La Hoya de Abajo),
Hoya de Cintora (La Hoya de Arriba),
Hoya de Estrada,
Huérfanos,
Jagüique (Rancho Nuevo de Guadalupe),
José Luis Martínez (El Huesario),
La Arena,
La Barquilla,
La Compañía,
La Crinolina,
La Enmarañada,
La Esperanza,
La Gallega,
La Grulla,
La Hoyuela,
La Isla,
La Isla (Fracción de Copales),
La Jaulilla,
La Palizada,
La Purísima,
La Reserva el Tambor,
La Tejonera,
Lagunilla de Mogotes,
Las Cañas,
Las Delicias,
Las Flores,
Las Jícamas,
Las Liebres,
Las Mulas,
Las Peñas,
Las Raíces,
Llano de Fernández (Cuba),
Loma la Ciénega,
Loma Linda,
Loma Tendida,
Los Laureles,
Los Martínez,
Los Patios,
Los Pinos,
Magdalena de Araceo,
Manga de Buenavista,
Martín Andrade Palma,
Mesa de San Agustín (San Agustín),
Miraflores (La Gachupina),
Miramar,
Mogotes de San José Parangueo,
Noria de Mosqueda,
Paredones,
Paso Blanco,
Pegueros,
Plaza Vieja,
Potrerillo de Torres,
Potrero de Enmedio,
Pozo de Aróstegui (Las Correas),
Pozo de Parangueo,
Presa de Dueñas (Presitas de Dueñas),
Presa de San Andrés,
Presa de Santa Gertrudis (Familia Hernández),
Puente del Carrizo,
Puerta de Andaracua,
Puerta de San Roque,
Puerto de Araceo,
Purísima de San Guillermo,
Quiriceo,
Ranchito de Paredones,
Rancho Cuatro de Altamira,
Rancho de Bella Vista,
Rancho de Guadalupe (el ranchito)
Rancho de Guantes,
Rancho de los Sosas,
Rancho la Esperanza,
Rancho los Molina,
Rancho Nuevo de la Isla,
Rancho Nuevo de San Andrés,
Rancho Seco de Guantes,
Rancho Viejo de Torres,
Ranchos Unidos,
Refugio de San Guillermo (El Infiernillo),
Residencial Valle Esmeraldas (Balneario),
Rincón de Alonso Sánchez,
Rincón de Parangueo,
Rojas (Granjas Rojas),
Sabinito del Brazo,
Sabino Copudo,
Sabino de Santa Rosa (El Sabino),
San Agustín,
San Antonio de Mogotes,
San Antonio de Pantoja,
San Antonio de Terán,
San Cristóbal,
San Diego Quiriceo,
San Felipe Quiriceo,
San Francisco Chihuindo,
San Francisco Javier (Rancho Grande),
San Guillermo,
San Ignacio de San José Parangueo,
San Isidro (Fracción Sur),
San Isidro de la Palizada,
San Isidro de Mogotes,
San Isidro de Pitahayo,
San Jerónimo de Araceo,
San Joaquín,
San Joaquín de Abajo,
San José de Araceo,
San José de la Montaña (Los Gatos),
San José de Pantoja,
San José del Brazo (La Correa),
San Juan de Guadalupe (Rancho de Don Javier),
San Juanito de San Guillermo (San Martín),
San Juanito de San Guillermo (San Martín),
San Manuel Quiriceo,
San Miguelito,
San Nicolás Parangueo,
San Nicolás Quiriceo,
San Rafael de Sauz,
San Ramón de los Patios,
San Vicente de Garma (Garma),
Sanabria,
Santa Ana,
Santa Bárbara,
Santa Catarina,
Santa María de Sanabria,
Santa Rosa (Santa Rosa de Parangueo),
Santa Rosa de Vallejo,
Santiago Apóstol,
Sauz de Purísima,
Soledad de Altamira,
Taller Mecánico (Curva de la Labor),
Terán,
Tinaja de García,
Valle de Santiago,
Valle Hermoso,
Villadiego,
Zambranos,
Zapote de San Vicente,
Zapotillo de Mogotes

## Orografía
En Valle se localiza un grupo de volcanes que se compone de 13 cráteres, (algunos muy erosionados) situados en una superficie de 14 km² que comprende del cráter de Yuriria hasta el pie del cerro del Rincón de Parangueo. Y se encuentra en la provincia fisiográfica denominada eje neovolcánico, quedando el Municipio insertado en dos subprovincias, que son la del Bajío Guanajuatense y la de la sierra y bajíos Michoacanos, dentro de la primera sub- provincia queda el 42.70% del territorio Municipal, ubicada al norte; y en la segunda el 57.21%, que corresponde a la parte sur. Las elevaciones más importantes del Municipio son el cerro del Tule. El Picacho, El Varal, Cerro Blanco, La Batea, Los Cuates y el Cerro Prieto. La altura promedio de estos cerros es de 2,100 msnm

## Área natural protegida
El territorio Municipal de valle de Santiago, tiene un área natural Protegida llamada "LA REGION VOLCÁNICA SIETE LUMINARIAS", declarada en la categoría de monumento natural, bajo el decreto gubernativo No. 79. Se localiza en la parte poniente del Municipio, colinda al este con la carretera federal No. 43 y la ciudad de Valle de Santiago, al oeste con la Comunidad de Lagunilla de Mogotes, Buenavista de Parangueo, Presa de San Andrés, Rancho Nuevo De San Andrés y San Isidro de Mogotes, al sur con la Comunidad del Armadillo y al norte con las comunidades de San Miguel y Rancho Seco. La superficie que comprende el Área Natural Protegida es de 8,828-50-00 ha. (89.285 km²) y un perímetro de 66,673 m.

## Región Volcánica Siete Luminarias

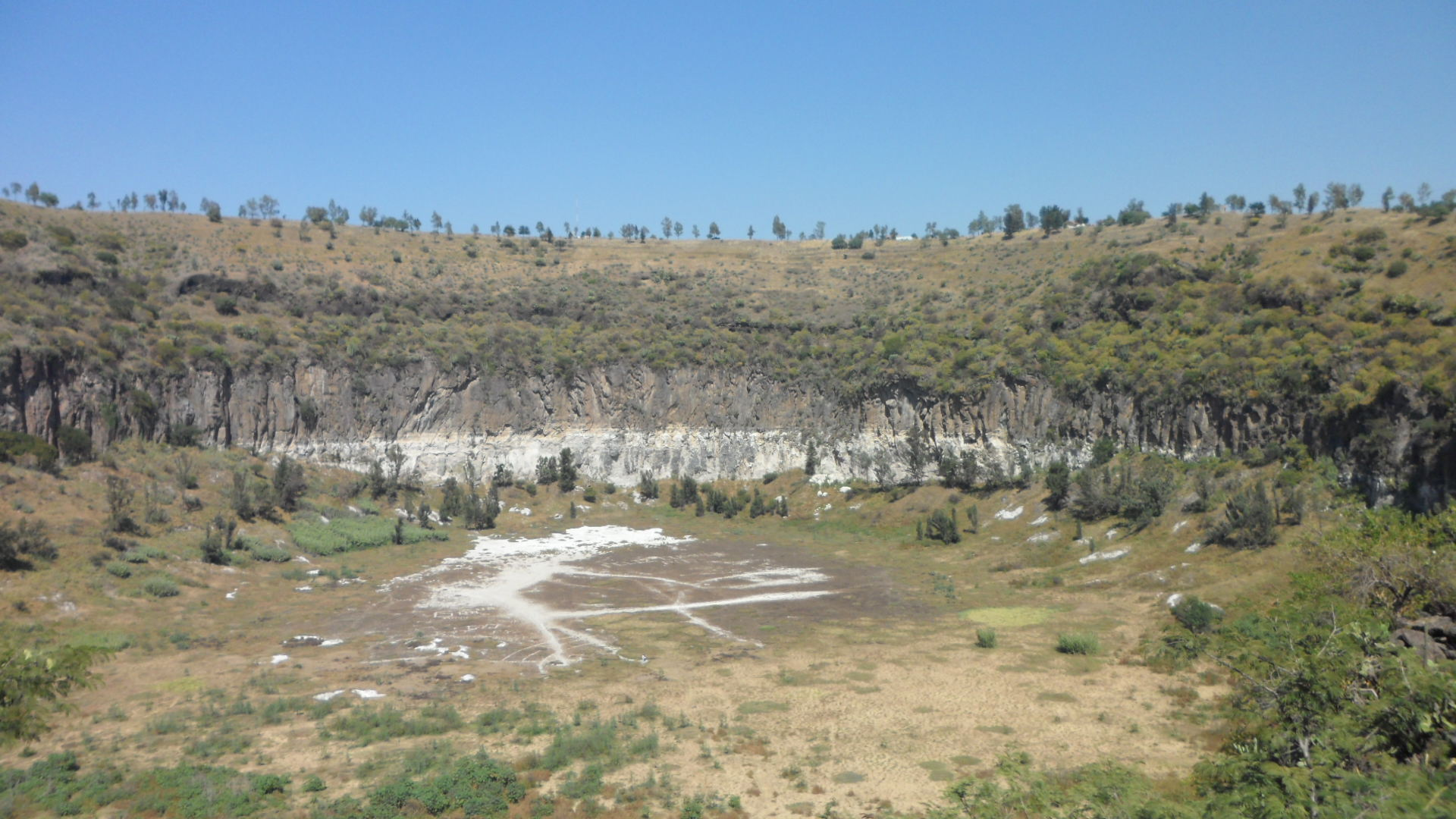
Cráter "La Alberca"

El 21 de noviembre de 1997, es publicado en el periódico oficial del Estado de Guanajuato el Decreto Gubernativo No. 79, el cual declara a la Región Volcánica Siete Luminarias como área natural protegida:
Artículo Único.- Se declara como área natural protegida en la categoría de monumento natural la "Región Volcánica Siete Luminarias", ubicada en el Municipio Valle de Santiago.
El área denominada "Siete Luminarias" perteneciente al Municipio de Valle de Santiago, presenta características fisiográficas únicas en el Estado, que consisten en un conjunto de cráteres volcánicos inactivos, con bordes bajos, abruptos y centro plano de hasta 1 km, en la mayoría de los casos; los cuales son conocidos como Hoyas de Santa Rosa, de Parangueo, San Nicolás, La Alberca, Cíntora, Estrada, Blanca, Álvarez y Solís.
El área natural protegida se localiza en la parte poniente del Municipio de Valle de Santiago, colinda al este con la carretera federal No. 43 y la ciudad de Valle de Santiago, al oeste con las comunidades de Lagunilla de Mogotes, Buenavista de Parangueo, Presa de San Andrés y San Isidro de Mogotes, al sur con la comunidad el Armadillo y al norte con las comunidades de San Miguel y Rancho Seco.
La superficie que comprende el área natural protegida es de 889 285 km², y abarca un perímetro de 66 673 m.
Esta Área Natural Protegida contaba con un Centro Regional de Competitividad Ambiental (CERCA) en el que se sensibilizaba y capacitaba a grupos de diversas edades (escolares y productores) para hacer un mejor uso de los recursos naturales y proteger el medio ambiente, pero actualmente se encuentra abandonado. Actualmente la labor más importante de educación ambiental en la región lo realiza la organización Hombres de Maíz, quienes a través de talleres, pláticas y cursos difunden la permacultura y el diseño de medio ambientes autosostenibles, construcción natural y agricultura natural entre otros temas, siendo esta organización quien lidera la investigación ambiental en el bajío. También existen agrupaciones como "Guardianes 7 luminarias" que custodian y rehabilitan la zona actualmente afectada por la explotación ilegal de los recursos por parte de bancos de materiales, los cuales ya han afectado en gran medida, el área natural protegida en las faldas de los monumentos nacionales conocidos como las "Siete Luminarias".

## Clima
El clima es (A) c (Wo) húmedo y subhúmedo con lluvias en verano con temperatura máx. de 40 y mínima de 5 °C y un promedio anual de 18.5 con evaporación de 2,371.8 anuales. La temperatura máxima que se ha registrado en el Municipio es de 43 °C y la mínima es de -7 °C, registrada en los años de 1964 y 1963 respectivamente. Es de clima templado con temperatura ordinaria entre 15 y 25 °C, la precipitación promedio anual es de 564.9 mm, el 85% de la superficie es semicálido subhúmedo con lluvias en verano, de humedad media, el 11.96% templado subhumedo y el 2.08% es templado con menor humedad, los meses más cálidos son abril, mayo y junio. La dirección de vientos dominantes es de noreste a sudoeste o sudoeste a noreste. La frecuencia de granizadas en el Municipio es por zonas: al oeste, pegado al límite del Municipio con Abasolo, Huanimaro y Pueblo Nuevo es de una al año y al este, de 2 a 3 al año. La frecuencia de heladas es de 10 días al año.

## Contaminación del aire
La contaminación del aire es generada por partículas, ocasionado principalmente por la cosecha de granos, maniobras del manejo de semillas y quema de esquilmos de gramíneas de la zona noreste del Municipio. Adherida a las afectaciones de la calidad del aire por las inmediaciones del Municipio con Salamanca en donde se encuentra establecida PEMEX desde el año de 1945 así como también la Termoeléctrica, además de otras Industrias contaminantes. Otro factor de contaminación es de las fuentes móviles (vehículos) y las fuentes fijas (ladrilleras y talleres de cerámica)

## Recursos bióticos (flora y fauna)
Debido a la vegetación propiciada por la humedad que existe en este municipio.
La flora existente es aceptable, de entre los cuales podemos mencionar: huizaches, palos blancos, ahuehuetes, mezquites, pirules, nopales, sauces, sabinos, pinos, palo blanco, palo prieto, palo dorado, parota, etc.
La fauna que predomina en la región son gavilanes, ardillas, conejos, Liebres, tlacuaches, mirlos, urracas, coyotes, palomas, golondrinas, chuparosa, huilota, búho, etc. Dentro de las especies de reptiles víboras de cascabel, coralillos, alicantes, chirrionera, entre otras especies.

## Recreación y deportes
Valle de Santiago, cuenta con centros deportivos, destinados a fomentar la salud física y mental de la población y visitantes a nuestra ciudad, con atención primordialmente a la juventud.
En primer término se tiene la "Unidad Deportiva" que cuenta con instalaciones como: Canchas de Fútbol, Básquet bol, Frontón, Alberca, Áreas verdes, Juegos recreativos etc. Localizándose al Poniente de la Ciudad.
Un campo Municipal de fútbol llamado "Camembaro" y otro de Béisbol, el Lienzo Charro "Miguel Domínguez" y la Plaza de toros "Juan Silveti".
Y en la zona de los cráteres se puede practicar los deportes extremos como Ciclismo de Montaña, Motocross, Rapell, caminata, campismo, etc.

## Fiestas tradicionales y folclóricas
La ciudad de Valle de Santiago, por sus numerosas fiestas tradicionales, expresa sin duda una parte del folclor y de la amplia cultura mexicana. Algunas de las fiestas representativas de la cabecera municipal son las siguientes:
1. Fiesta de la Virgen de la Candelaria el día 2 de febrero frente a la Parroquia del Hospital, en donde se realiza una verbena popular con antojitos, juegos mecánicos, venta de cascarones y a las 10:00 la quema de castillo y fuegos pirotécnicos.
2. Fundación de la ciudad el día 28 de mayo, fiesta que cada año se realiza conmemorando la fecha más allegada a la fundación del municipio,[14] consiste en un desfile cívico militar, encabezado por la Autoridades de la Ciudad y engalanada con la tradicional feria del pueblo, herencia cultural de las tradiciones mexicanas que perduran desde el siglo XIX, con la exposición de lo producido en la región.
3. La fiesta de Corpus Cristhi, que tiene una duración de 8 días y se escenifica en el jardín principal frente a la parroquia de Santiago Apóstol sucediéndose la entrega de flores y la cera escamada, los distintos gremios (Reboceros, Labradores, Obrajeros, Arrieros y Chóferes, Comerciantes, Matadores, Albañiles, Zapateros, Neveros y Lecheros, Panaderos y Carpinteros.) dando las 18.00 comienza la celebración, recorriendo las calles de la Ciudad con la cera acuestas, finalizando su recorrido en la Parroquia de Santiago Apóstol.
4. Semana Santa, se tiene como una costumbre de regalar comida los primeros tres viernes de esa semana, a esta tradición se llama "Reliquia" en donde se encuentran los cuatro Santiaguitos y Santiaguitos Particulares, en donde se dan las tradicionales tortillas de colores, el agua de frutas, capirotada, fruta de horno, etc.
5. Fiesta del Santo Patrono de la ciudad S.S.Santiago Apóstol, es el día 25 de julio es la fecha más importante para los vallenses, ya que se organiza un gran desfile de carros alegóricos con las imágenes del Santo Patrono, acompañados con grupos de Danza y Bandas de Música y se queman Fuegos pirotécnicos y continua el 15 de agosto que es cuando se cambia de casa el Santo.
6. El 24 de septiembre se lleva a cabo la fiesta de la Virgen de la Merced en el barrio de la Loma, que se considera la patrona del pueblo, que inicia con las tradicionales mañanitas y celebraciones eucarísticas todo el día ya que la mayoría de la población visita este templo y en la noche los fuegos pirotécnicos y la verbena popular en las calles aledañas
7. El 25 de septiembre se lleva a cabo una romería en el Cráter Lago La Alberca que se celebra desde tiempos inmemorables y se conmemoraba por los antiguos el Xilomanistli (fiesta de los elotes) o Tlamanalistli (acción de gracias) que pedían al padre Sol fecundara sus granos. Así los Vallenses celebran desde el año 600 d. C.
8. El día 16 de julio se festeja el aniversario de la Virgen del Carmen en la fiesta hay música, convivencia y la quema de fuegos pirotécnicos, el día 19 de octubre se celebra en el mismo lugar La coronación, siendo igual el festejo.
9. Para el día 22 de noviembre y casi para finalizar el calendario se realiza la fiesta donde se festeja a la Virgen de Santa Cecilia, patrona de los Músicos.
10. El día 12 de diciembre, festividad a nivel nacional que encuentra eco en la ciudad de Valle de Santiago, las personas emplean indumentaria especial para conmemorar la creencia de la aparición al indio Juan Diego.

## Turismo
Valle de Santiago ofrece lugares interesantes, como:
- Parroquia de la Ciudad, templo a Santiago Apóstol construido en varios tipos de barroco en el siglo XVIII.
- Templo de la Merced, considerado el mejor conservado de la ciudad por datos del INAH, construido con material volcánico de la zona se convierte uno de los templos más hermosos de la ciudad. Su claustro interior alberga el Convento de Nuestra Señora de la Merced donde residen los Frailes Mercedarios, en él se encuentra también la etapa de Noviciado del Seminario de la Orden de la Merced cuyos religiosos viven bajo la regla monástica de San Agustín.
- Templo del Hospital, edificado en el siglo XVII
- Templo de San José
- Portal Morelos y la casa donde pernoctó Don Miguel Hidalgo el 1 de octubre de 1810.

- Además, puedes conocer el frondoso Parque de la Alameda, la Unidad Deportiva cerca del cráter de la Alberca, que cuenta con canchas de fútbol, tenis y basquetbol; y el Museo de Valle de Santiago.

'''LA ALAMEDA O PARQUE HIDALGO'''
Tiene un perímetro de 400 metros, en el cual en el año de 1872 se plantaron 43 fresnos que en la actualidad hay en existencia 2. Actualmente cuenta con árboles de distintas especies como el Laurel de la India de 30 metros de altura, sabino de los ríos, y algunas jacarandas. Es el más grande parque del Estado de Guanajuato y con árboles de mayor altura.

### Festivales
Desde el año 2009 se ha llevado a cabo en Valle de Santiago el Festival de Cine Sustefest, especializado en terror, horror y ciencia ficción. El festival ha llevado a Valle de Santiago a importantes personalidades del mundo de la cinematografía mundial como es el caso de Mick Garris, Richard Matheson y  Sandra Becerril. 
Se lleva a cabo el último fin de semana de cada Octubre en diferentes sedes como el panteón municipal, el auditorio o el cine en restauración.
De igual manera los meses de Junio desde el año 2015 se celebra el Festival de la Gordita donde cocineras tradicionales de la Región ofrecen platillos distintivos en diferentes comunidades del Municipio
Valle de Santiago también es el anfitrión en el Festival de La Cerveza el 15 de Octubre, celebrado en el Jardín principal durante 2 días, donde se ofrece cerveza artesanal de distintos proveedores de la región.

### Atracciones naturales
Siete importantes volcanes extintos, Área Natural Protegida, conocidos como las 7 Luminarias, enmarcan a esta pintoresca ciudad, donde podrás visitar:
- •	La Alberca: un camino pavimentado te lleva hasta el borde del cráter de 750 m de diámetro. Aunque queda dentro de la zona urbana de la ciudad, en sus paredes aún se conservan algunas pinturas rupestres.
- •	Hoya del Rincón de Parangueo: antiguo volcán cuyo cráter está ocupado por un pequeño lago salino. Se entra por un túnel de 400 m de largo, el cual fue perforado para aprovechar las en otra época aguas dulces del cráter. En la cercanía del túnel, se encuentran pinturas rupestres.
- •	Hoya de Flores: a tres kilómetros de la ciudad, por la salida a Yuriria, encontrarás seis manantiales que brotan de los acantilados y forman esta interesante atracción turística.
- •	Hoya de Cíntora: a 5 km al suroeste de la ciudad, este cráter que guarda un lago de agua salada con propiedades curativas. También cuenta con algunas pinturas rupestres. En la ribera norte hay una aldea otomí.
- •	Hoya de San Nicolás: a 4.5 km de la ciudad. Las aguas de este cráter cambian de color conforme las estaciones del año.
- •	Hoya de Solís: su interior se aprovecha con fines agrícolas, ya que no contiene agua a diferencia de los otros volcanes.
- •	Hoya de Álvarez: Es un cuenco volcánico de 1.2 km de diámetro que ha sido aprovechado para labores agrícolas desde tiempos prehispánicos. Por las noches de verano, desde su interior se aprecia el cielo en todo su esplendor por tener muy altos bordes.

## Salud
El Hospital General del Bicentenario Valle de Santiago con sede en la ciudad de Valle de Santiago Guanajuato, fue inaugurado el 9 de diciembre de 2010 por el gobernador Lic. Juan Manuel Oliva Ramírez y el titular de la Secretaría de Salud del Estado de Guanajuato Dr. Armando Aguirre.
Fue dado a conocer que con esta obra, Guanajuato consolida su infraestructura hospitalaria, que forma parte de una gran estrategia de acciones para mejorar la salud y calidad de vida de las familias de esta entidad.
Diseñado como hospital de segundo nivel, cuenta con una infraestructura moderna y cumple con los estándares y diseños propios de un hospital, para atención de pacientes, que anteriormente se tenían que trasladar por sus propios medios a hospitales de ciudades vecinas como: Irapuato, Salamanca e inclusive a la ciudad de León, Guanajuato.
El Hospital General Valle de Santiago cuenta con personal altamente calificado, realizándose para esto una selección minuciosa de médicos especialistas y generales así como enfermeras que cuenten con título y cédula profesional.
El hospital cuenta con 30 camas censables, el área de urgencias, la cual consta de dos consultorios de valoración, unidad de choque, 7 espacios de observación pediátrica y de adultos,1 módulo mater, 14 consultorios para consulta externa, 2 quirófanos, 1 sala de bienvenido a la vida, 1 quirófano mixto, cuatro camas de trabajo de parto y preparación e igual número de camas en recuperación post-parto y post-operatoria, Terapia intermedia, Terapia intensiva, y Unidad de Cuidados Intensivos neonatales.
Se atienden especialidades básicas y servicios de diagnóstico como son:
•	Cirugía general
•	Medicina interna
•	Anestesiología
•	Gineco-obstetricia (Clínica de displasias)
•	Pediatría
•	Oftalmología
•	Traumatología y ortopedia
•	Radiodiagnóstico
•	Ultrasonografía
•	Laboratorio de Análisis Clínicos.
•	Neonatología.
•	Mastografía
•	Psicología
•	Psiquiatría
•	Inhaloterapia
•	nutrición
•	Odontología
•	Planificación familiar
```
El Hospital General Valle de Santiago es un hospital de referencia de los hospitales del Estado, atendiendo al enfermo crítico en estado grave adulto y neonatal que requieren de cuidado intensivo, con diversas patologías
```

## Educación en la Cabecera Municipal
- Instituto America A.C.

- Instituto Valle

- Secundaria Estatal Dr. Benjamin Lara y S

- Secundaria Federal Quetzacoalt

- Secundaria General Estatal 28 de mayo de 1607

- Secundaria Técnica 20

- Telesecundaria 468

### Nivel Medio Superior
- Instituto de Computación y Secretarial de Valle de Santiago, AC. Capacitación para el trabajo. Institución Particular. desde 1990

- Preparatoria Abierta ICE Centro de Asesorías.  SEP

- Colegio de Estudios Científicos y Tecnológicos del Estado de Guanajuato Plantel Valle de Santiago CECyTEG

- Preparatoria Valle de Santiago A.C.

- Preparatoria Justo Sierra e Instituto Pablo Latapi Sarre

- Instituto Iberoamericano

- Colegio Nacional de Educación Profesional Técnica 072 CONALEP 072

- Centro de Estudios Tecnológicos Industrial y de Servicios 149 CETIS 149

- Preparatoria José Vasconcelos

- Preparatoria Abierta

- Centro de Bachillerato Tecnológico Agropecuario No. 113, Ext. Charco de Pantoja CEBTA 113, Ext. Charco de Pantoja

- Bachillerato SABES San Vicente de Garma.

- Bachillerato SABES El Pitahayo.

- Bachillerato SABES El Perico.

- Bachillerato SABES Magdalena de Araceo.

- Bachillerato SABES Noria de Mosqueda.

- Bachillerato SABES San José de Parangueo.

- Bachillerato SABES Copales.

- Tele Bachillerato Comunitario Sabino de Santa Rosa

- Tele Bachillerato Comunitario El Borrego

- Tele Bachillerato Comunitario Zapotillo de Mogotes

- Tele Bachillerato Comunitario La compañía

- Tele Bachillerato Comunitario Gervasio Mendoza

- Tele Bachillerato Comunitario Cerro Prieto del Carmen

- Tele Bachillerato Comunitario El Salitre de Aguilares

- Tele Bachillerato Comunitario El tambor

- Tele Bachillerato Comunitario Las Jicamas

- Tele Bachillerato Comunitario Los Martinez

- Tele Bachillerato Comunitario Rincón de Parangueo

- Tele Bachillerato Comunitario San Cristobal

- Tele Bachillerato Comunitario San Diego Quiriceo

- Tele Bachillerato Comunitario San Jerónimo de Araceo

- Tele Bachillerato Comunitario Santa Ana

### Educación Superior
- Universidad Tecnológica del Suroeste de Guanajuato UTSOE
- Centro Universitario de Negocios del Bajio CUN

- Centro Universitario de Guanajuato. CEUG

- Universidad Virtual del Estado de Guanajuato UVEG

## Personajes ilustres

### Pedro Lascurain de Retana
Nació en Mendaró, Guipúzcoa, España, en 1674; murió en el estado de Guanajuato en 1744. En Nueva España se dedicó con éxito a la minería. En 1728 se trasladó a Valle de Santiago y adquirió las haciendas de Parangueo, Quiriceo, Cerritos y La Iglesia.
Al quedar fundada la misión permanente de Jesuitas el 19 de noviembre de 1738, Don Pedro prometió que después de su muerte dejaría para el sostenimiento del Colegio de Guanajuato, las cuatro Haciendas que poseía en esta jurisdicción de Valle de Santiago.
Don Pedro Bautista Lascurain de Retana, fue un gran filántropo y decidido protector de la enseñanza de la juventud, como lo aprueba el empeño que puso para el establecimiento de la cátedra de Filosofía en el Colegio, a la vez que contribuyó con grandes cantidades de dinero para obras pías, tanto en Guanajuato como en esta población, donde fue mayordomo de la fábrica de la Iglesia Parroquial desde el año de 1700 hasta su muerte, según consta en el archivo de la misma Parroquia, demostrando prácticamente su actividad e interés en el avance de dicha obra, logrando que se terminaran dos cuerpos de la torre y la portada principal del templo clásico estilo plateresco, teniendo en el centro un bajorrelieve que representa al Apóstol Santiago a caballo y en actitud bélica.
Su nombre iba y venia por la ciudad entre merecidas alabanzas, en obsequio por las obras buenas que realizaba constantemente. Este gran benefactor murió el 2 de abril de 1774 y fue sepultado en el presbiterio de la Iglesia Parroquial, según consta en el acta de defunción.
El reconocimiento a las virtudes del Benemérito Sr. Lascurain no solamente será para la ciudad de Guanajuato; También esta ciudad de Valle de Santiago, Gto. tiene el deber y el derecho ineludible de su consagración, ya que todo el tiempo vivió entre nosotros, siempre fue el consuelo del desvalido, las loas sonaban por todas partes en su obsequio por sus buenas obras, su nombre iba y venia de boca en boca por todos lados de la Población; y hasta el derruido ex convento del Hospicio de la Merced, todo habla en lor y prez de tan ilustre bienhechor y caritativo filántropo. Llegó a tener una propiedad de 64,636 hectáreas (casi 650 km² representando el 80% de la superficie actual del municipio) que al morir las heredó a la Iglesia

### Félix Galván López
Félix Galván López nació en Valle de Santiago, Guanajuato, el 19 de enero de 1913, siendo sus padres el señor Félix Galván y Áurea López. En 1930 ingresó al Heroico Colegio Militar a la edad de 19 años; egresando como Subteniente de Caballería.
Agregado militar en la embajada de México en Estados Unidos durante el gobierno del Licenciado Miguel Alemán Valdez. Obtuvo todos sus ascensos por riguroso escalafón hasta llegar al de General de División el 20 de noviembre de 1970. Con este grado fungió como Comandante en las 5/a., 6/a. y 16/a. Zonas Militares.
El 1/o. de diciembre de 1976 fue designado Secretario de la Defensa Nacional cargo que ocupó hasta el 30 de noviembre de 1982. Durante su gestión apoyó los deportes ecuestres, mejorando la producción equina en los criaderos militares y pugnando por la capacidad de jinetes y equipos tanto en el medio civil como militar.
Fue el encargado de trasladar los restos del Gral. Francisco Villa de la Ciudad de Parral, Chihuahua a la ciudad de México para que fueran depositados en el Monumento a la Revolución. Falleció el 10 de agosto de 1988 y sus restos fueron inhumados en la ciudad de Chihuahua, Chih.

### Albino García Ramos
Nació en Cerro Blanco, municipio de Salamanca, Gto., según el decir de unos historiadores o en Quiriceo, municipio de Valle de Santiago a decir de otros, pero se le considera vallense porque aquí fue el escenario de sus principales acciones en favor de la independencia de México.
Desde su juventud se distinguió por su habilidad en el manejo de los caballos, fue precisamente como, al caerse de uno, le quedó inutilizado el brazo izquierdo, apodándosele desde entonces "El Manco" García.
Fue caporal de una de las haciendas de Valle, probablemente de Quiriceo, donde se ganó el respeto y la admiración.
Al estallar la guerra de Independencia y al paso de Hidalgo por Salamanca, los días 23, 24 y 25 de septiembre de 1810, "El Manco" García junto con Lucas Flores, otro vallense, se unió a la causa insurgente y comenzó a hacer la guerrilla a los realistas por todo el Bajío.
Sus hazañas fueron rápidamente conocidas por el ejército español. El 31 de agosto de 1811, tomó con sobra de audacia la Villa de Lagos (Nva. Galicia, Jalisco), y estuvo a punto de tomar León. Sus andanzas se extendieron por todo el Bajío y llegaron hasta San Miguel, Dolores y San Felipe.
Una de las hazañas más sobresalientes fue la de haber planeado tomar Guanajuato, precisamente el 28 de septiembre de 1811 para repetir la hazaña del cura Hidalgo, de aquel 28 de septiembre de 1810. Al igual que el padre de la patria, ultimaría detalles en la Hacienda de Burras. Coincidentemente para el 25 de ese mes y año se encontraba en Burras, el sanguinario José María Calleja el principal jefe de los realistas. La oportunidad era doble para Albino: aprehendería a Calleja y luego tomaría Guanajuato.
Sin embargo, avisado Calleja de la proximidad de Albino, huye a reforzar Guanajuato, frustrando las dos tentativas de Albino. Empero, la historia registra que Albino sí tomó Guanajuato y que estuvo hasta en la plaza de San Diego, pero eso fue hasta el 26 de noviembre de 1811.
Su proceder, tanto temerario y audaz como inteligente y astuto, valió para que Don Lucas Alamán terminara reconociéndolo como "el guerrillero más activo y temible que produjo la insurrección".
Murió el 12 de junio de 1812 en la Ciudad de Celaya descuartizando el cuerpo después de muerto, dejando la cabeza ahí mismo, una de las manos se envió a Irapuato y la otra fue llevada a Guanajuato.
Terminada la lucha de Independencia volvió a reunir sus restos el Arq. Eduardo Tresguerras y la urna que los contenía fue depositada en un templo de la ciudad de Celaya. Años más tarde manos anónimas la sustrajeron de ese sitio ignorándose hasta la fecha su destino final.